# ギヤースッディーン・ピール・アリー
ギヤースッディーン・ピール・アリー（? - 1389年）は、クルト朝の君主（在位：1370年 - 1389年）。
ギヤースッディーン・ピール・アリーはトランスオクシアナ地方に建国されたティムール朝に臣従を誓うが、ティムールが主催したクリルタイに出席せず、1371年に首都ヘラートはティムールの攻撃を受けた。ギヤースッディーンはティムールに降伏し、子のピール・ムハンマドとともにティムール朝の首都サマルカンドに移送される。
1383年にヘラートで大規模な反乱が起きた後、ギヤースッディーンは反乱に関与した嫌疑をかけられて処刑された。